# BTA–6

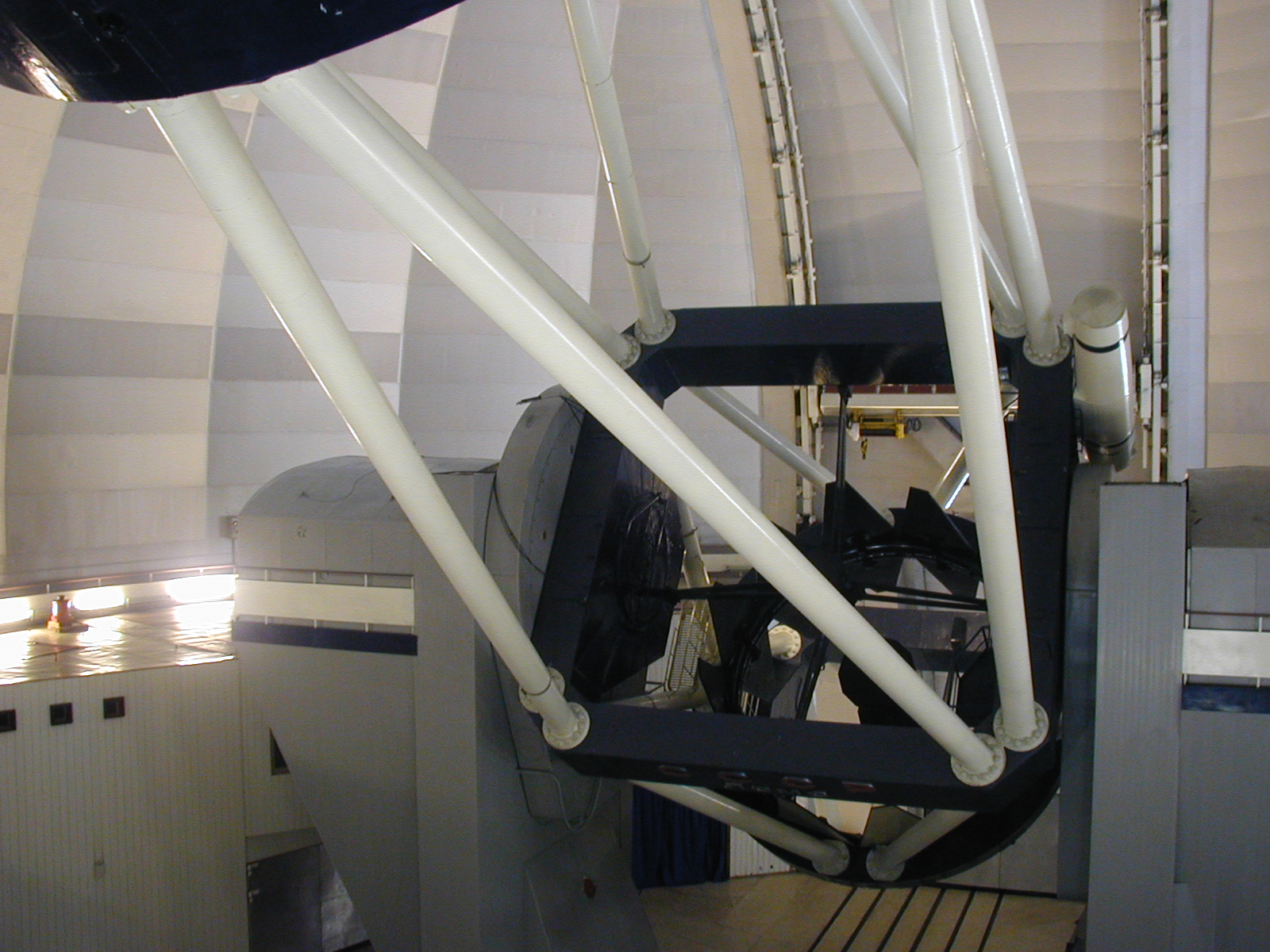
A BTA–6 tubusa szemből. A (részben takart) főtükör a hátsó-alsó, kerek, fekete keretben van.

A BTA–6 (oroszul Большой Телескоп Альт-Азимутальный - bolsoj teleszkóp alt-azimutalnij), azaz Alt-Azimutális Nagy Távcső) 605 centiméter átmérőjű, Ritchey-Chrétien-rendszerű csillagászati távcső Karacsáj-Cserkeszföldön, Oroszországban.
A Kaukázus északi részén, a Zelencsuk-hegy közelében építették. 1975-ös üzembe helyezése és a Keck I távcső 1993-as elkészülte között a világ legnagyobb (optikai) csillagászati távcsöve volt, megelőzve az 5 méteres Palomar-hegyi Hale távcsövet. A távcső közelében épült meg (attól mintegy 20 kilométerre) a RATAN–600 rádióteleszkóp is.
Tervezését 1959-től Bagrat Konsztantinovics Ioanissziani végezte. Ez a világ első azimutális szerelésű, számítógéppel vezérelt óriástávcsöve, azóta az összes ilyen távcső ezzel a mechanikai elrendezéssel készül. F/4 fényereje miatt tubusa nagyon hosszú, 26 méteres, így műszereit a primér fókuszban is elhelyezhetik, nincsen feltétlenül szükség a fény tubuson kívülre juttatására segédtükrökkel. A távcsövet védő kupola átmérője 53 méter.
Optikájával kapcsolatban számos komoly probléma merült fel. Bár a 19. században Oroszországban a Pulkovói Obszervatórium több távcsöve is a világ akkori legnagyobbja volt, a Szovjetunióban nem építettek nagy csillagászati távcsöveket. A főtükör üvegének hőtágulása túl magas volt, ami ekkora méretnél már nagyon komoly problémát jelent. A csiszolás és a polírozás alatt a tükör felületén több repedés keletkezett, ezeket ideiglenesen fekete textíliával fedték le (egyébként szórják a fényt, rontva a távcső által alkotott képet). A főtükröt 1978-ban újragyártották, alacsonyabb hőtágulású üvegből, a kupola hőmérsékletének szabályozásával (a tükör hőmérsékletét egész éjszaka állandó hőmérsékleten, 2 Celsius-fokos tartományban tartva, a tükör torzulását korlátozva) a képalkotást elfogadhatóra sikerült javítani. Az obszervatórium helye sem volt ideális, a hegyek felett átbukó szél jelentősen rontja a távcső képalkotását.
Bár BTA–6 a Hale-távcső képalkotását meg sem közelítette. A 6 méter átmérőjű tükör tetemes fénygyűjtő képessége bizonyos (kevésbé látványos) feladatokra (spektroszkópia, fotometria) kiválóan alkalmas.